# Aree naturali protette dell'Umbria
Le aree naturali protette dell'Umbria sono sette, istituite a partire dagli anni novanta, e coprono una superficie pari al circa il 7,5% dell'intero territorio dell'Umbria. I principali ambienti salvaguardati dai parchi nella regione sono quello montano e quello fluviale, preziosi relitti degli ambienti intatti degli Appennini o importanti stazioni per la protezione dell'avifauna stanziale e migrante .

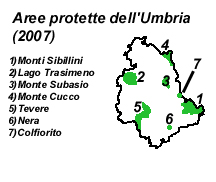
Aree protette nella regione

## Parco nazionale dei Monti Sibillini
In Umbria è compreso nei Comuni di Norcia e Preci; nelle Marche è compreso nei Comuni di Acquacanina, Amandola, Arquata del Tronto, Bolognola, Castelsantangelo sul Nera, Cessapalombo, Fiastra, Fiordimonte, Montefortino, Montegallo, Montemonaco, Pievebovigliana, Pieve Torina, San Ginesio, Ussita e Visso. Ha un'estensione totale di 71.437 ettari di area protetta, di cui 17.790 in territorio umbro, ed è stato istituito nel 1993.

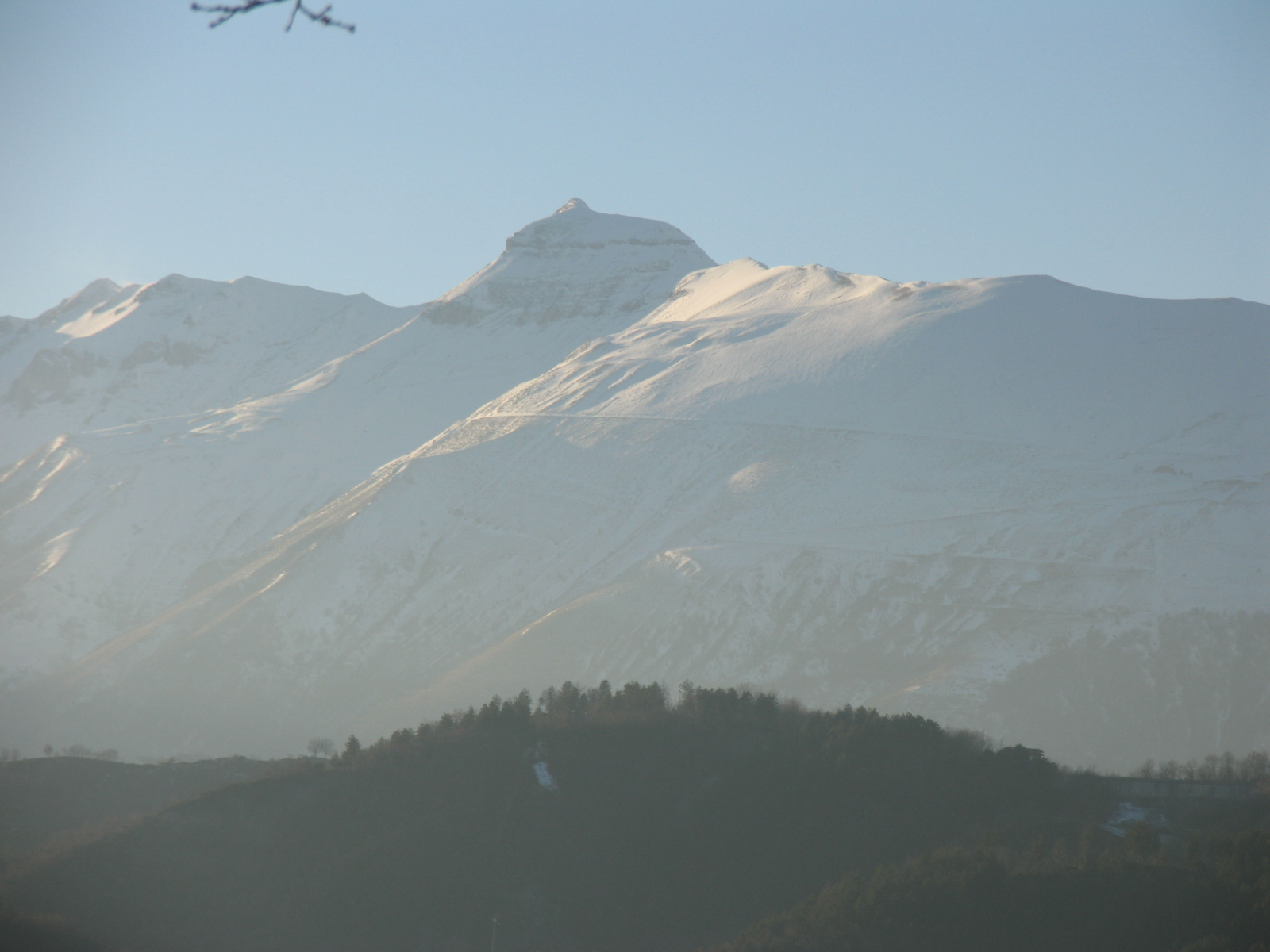
Monte Sibilla

## Altri parchi

### Parco del Monte Cucco
È compreso nei Comuni di Costacciaro, Fossato di Vico, Scheggia e Pascelupo e Sigillo per un'estensione di 10.480 ettari di area protetta, ed è stato istituito nel 1995.

#### Ambiente
Sistema montano appenninico su cui svetta il monte Cucco (1566 metri) che rappresenta la vetta più alta del sistema appenninico che delimita il settore nord-orientale dell'Umbria, con un complesso sistema ipogeo, fenomeni di carsismo, acque sotterranee e risorgive che alimentano acquedotti civili e fonti minerali, e vanno a confluire nel fiume Sentino. Abbondanti i fossili e i boschi intatti, mentre di forte interesse speleologico sono le grotte del monte Cucco, la cui profondità è stata misurata in oltre 990 metri; il Cens, Centro escursionistico naturalistico speleologico con sede a Costacciaro, ha redatto schede specifiche per ogni grotta, indicando i percorsi, gli armi, le tecniche e la difficoltà.
Nel parco vivono il lupo, il daino, il cinghiale, l'istrice, la martora, e la lepre; vi si trovano anche alcuni esemplari di aquila reale oltre che il falco, la starna, la coturnice, il gufo reale, e il martin pescatore.
Il parco è percorribile attraverso sentieri, idonei anche al turismo equestre. Alcuni di essi sono stati particolarmente attrezzati per la mountain bike. A causa dei venti e delle correnti termiche, il parco costituisce un luogo di straordinaria attitudine alla pratica del volo libero, soprattutto il deltaplanismo. In inverno si può praticare anche lo sci di fondo.

#### Storia

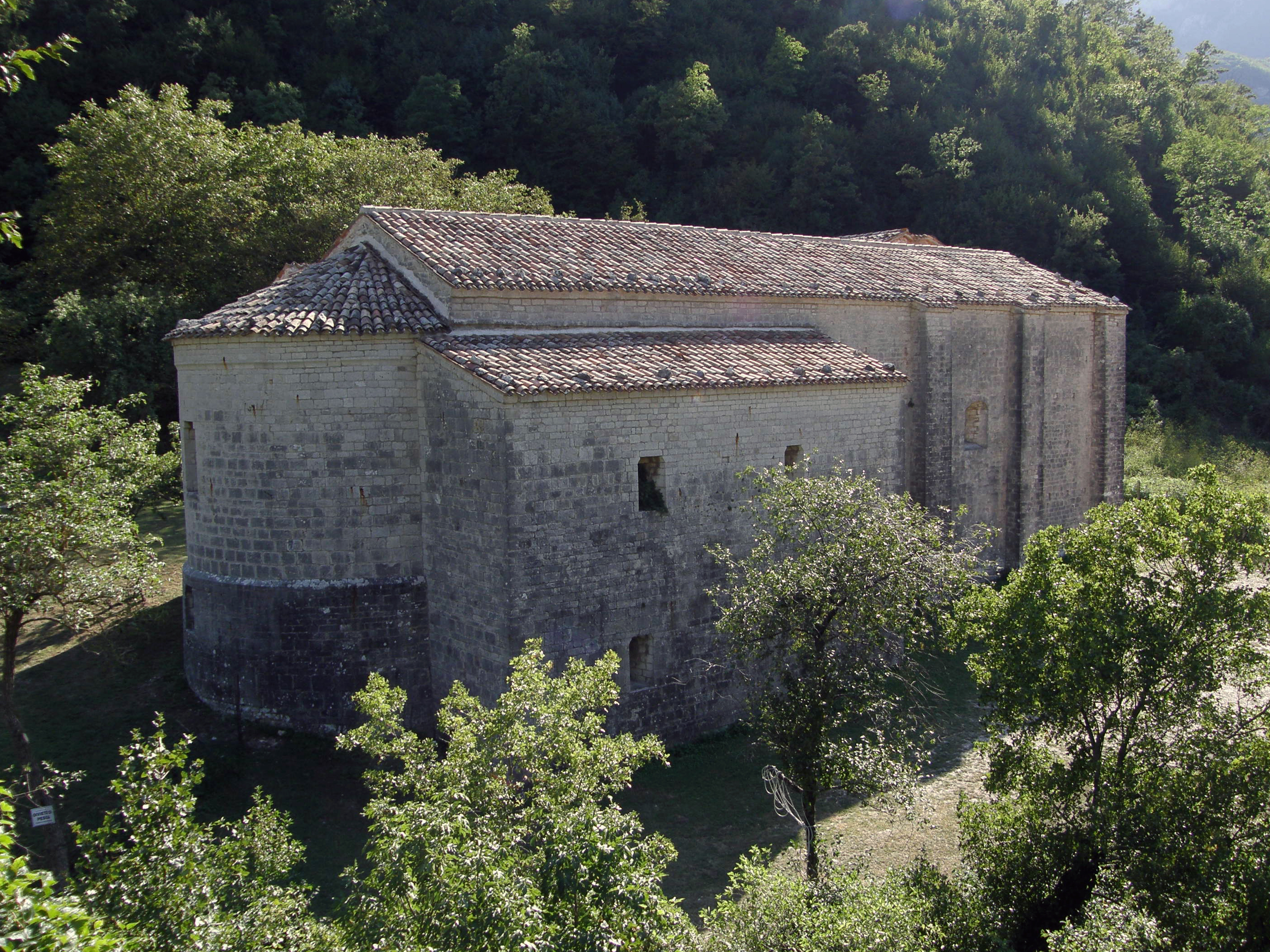
L'abbazia di Santa Maria di Sitria, fondata da San Romualdo nel 1014 alle falde del Monte Cucco

L'area del parco del monte Cucco è particolarmente ricca di reperti paleontologici. Si tratta, soprattutto, di ammoniti di diverse dimensioni (da alcuni centimetri a pochi millimetri). Sono anche considerati fossili guida, cioè indicatori delle epoche geologiche della terra: il loro aspetto, la stratificazione in cui sono inseriti, servono per determinare l'età e l'evoluzione geologica della zona.
Tutta la montagna, tra Scheggia e Pascelupo, a ridosso della valle del Sentino, venne occupata da eremi, cenobi e abbazie che, soprattutto nell'XI e XII secolo ebbero larga diffusione in tutto il territorio del monte Cucco. In particolare sono da segnalare la Badia dei santi Bartolomeo ed Emiliano in Congiuntoli (fondata da papa Celestino II nel 1143), la Badia di Sitria, costruita intorno ad un eremo fondato da san Romualdo nel 1014, l'Eremo di monte Cucco o di san Girolamo (secondo la tradizione vi si rifugiò san Girolamo per sfuggire alle persecuzioni), il Santuario del Monte Calvario (costruito nel XVII secolo) e l'Abbazia di Fonte Avellana, fondata da san Romualdo nel 980.

### Parco del Monte Subasio
È compreso nei Comuni di Assisi, Nocera Umbra, Spello e Valtopina, per un'estensione di 7.442 ettari di area protetta, ed è stato istituito nel 1995.
È costituito dal sistema montuoso che prende il nome dal monte Subasio con i suoi 1290 metri di altezza. Si possono programmare, lungo facili itinerari, escursioni a piedi, a cavallo o in mountain bike. Storia, natura e cultura si fondono, ed Assisi, il cui nucleo storico è nel Parco, ne costituisce la "porta" naturale. L'interesse del Parco è dovuto soprattutto per la presenza, al suo interno, dell'Eremo delle Carceri (dove san Francesco e i suoi seguaci si ritiravano - si "carceravano" - in preghiera) e per grande varietà di flora presente.
Nel parco si distinguono tre zone. La prima è rappresentata da coltivazioni di olivi; occupa la zona più bassa del parco e arriva generalmente fino a quota 600-700 metri; la seconda zona è caratterizzata da boschi di latifoglie (lecci, cerri, querce, aceri montani e roverelle); la terza zona è costituita da conifere (pini, abeti e cedri) e da pascoli montani dove, oltre ai fiori (es. narcisi, fiordalisi, orchidee, crochi, viole), si trova una copiosa presenza di ginestre.
I Siti di Interesse Comunitario (SIC), interni o limitrofi al Parco del Monte Subasio, che corrispondono ad altrettante Zone Speciale di Conservazione (ZSC), sono cinque: Fiume Tescio (parte alta) IT5210022, Colli Selvalonga - Il Monte (Assisi) IT5210023, Monte Subasio (sommità) IT5210027, Fosso dell'Eremo delle Carceri (Monte Subasio) IT5210030 e Poggio Caselle - Fosso Renaro (Monte Subasio) IT5210035.
Il parco ospita una fauna significativa, ma non eccessivamente ricca a causa di una "caccia selvaggia" negli anni passati, che ha provocato l'estinzione di alcune specie e, più spesso, una forte riduzione del numero degli esemplari. Il lupo è segnalato solo occasionalmente; l'aquila reale e la coturnice nidificavano sul Subasio fino alla metà del secolo scorso, mentre la starna, che negli anni passati era a rischio di estinzione, ha colonizzato di nuovo il monte. Vi si trovano numerose volpi, tassi, istrici, faine, cinghiali e lepri mentre caprioli, daini e cervi trovano nei boschi del parco il loro habitat naturale.

### Parco del Lago Trasimeno
È compreso nei Comuni di Castiglione del Lago, Magione, Panicale, Passignano sul Trasimeno e Tuoro sul Trasimeno, per un'estensione di 13.200 ettari di area protetta, ed è stato istituito nel 1995.
È il più grande dei parchi regionali umbri; il territorio si estende lungo il perimetro del lago Trasimeno e comprende le tre isole: Isola Polvese, Isola Maggiore e Isola Minore.

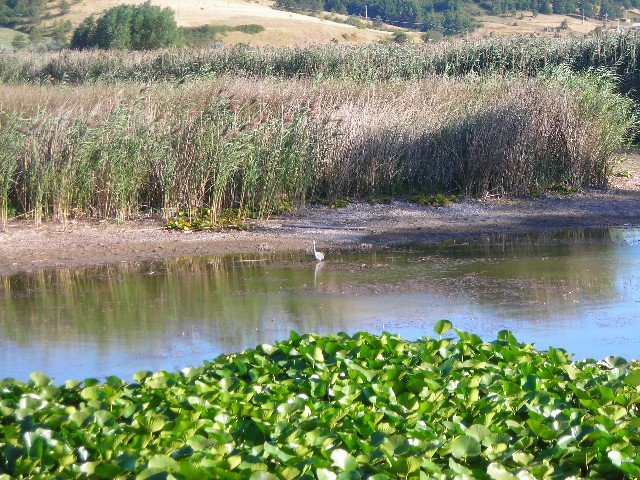
Vegetazione igrofila nel parco di Colfiorito.

### Parco di Colfiorito
È compreso nel Comune di Foligno, per un'estensione di 338 ettari di area protetta, ed è stato istituito nel 1995.
Si tratta del parco più piccolo tra le aree protette dell'Umbria, ed è famoso per la sua zona umida di montagna, la palude, che è stata dichiarata patrimonio dell'umanità dalla Convenzione internazionale di Ramsar.

### Parco fluviale del Tevere
È compreso nei Comuni di Alviano, Baschi, Guardea, Monte Castello di Vibio, Montecchio, Orvieto e Todi, per un'estensione di 7.925 ettari di area protetta, ed è stato istituito nel 1995.
Il parco comprende territori significativi per caratteristiche ambientali come il corso del Tevere, il lago di Corbara, le Gole del Forello e l'Oasi naturalistica Lago di Alviano. Si sviluppa per circa 50 chilometri lungo il fiume da Montemolino (nei pressi di Todi) fino al lago di Alviano. Dopo aver attraversato le Gole del Forello e l'invaso artificiale di Corbara, subito dopo la diga, il Tevere ritorna nello stretto alveo naturale dirigendosi verso occidente.

### Parco fluviale del Nera
È compreso nei Comuni di Arrone, Ferentillo, Montefranco, Polino e Terni, per un'estensione di 2.120 ettari di area protetta, ed è stato istituito nel 1995.
È stato definito il "parco delle acque" ed elemento caratterizzante è il tratto della Valnerina ternana. In particolare è rinomato per le gole della Valnerina e il salto della Cascata delle Marmore. Ma esiste anche un "parco nel parco": quello dell'archeologia industriale, con le grandi centrali idroelettriche e le fabbriche, nate grazie all'abbondanza di energia, ma oggi dismesse.

### Sistema territoriale Monte Peglia e Selva di Meana
Il Sistema territoriale di interesse naturalistico ambientale (Stina) Monte Peglia e Selva di Meana è compreso nei Comuni di Allerona, Castel Viscardo, Fabro, Ficulle, Montegabbione, Monteleone d'Orvieto, Orvieto, Parrano e San Venanzo, per una superficie totale di 44.270 ettari e un'estensione di 4.535 ettari di area protetta, ed è stato istituito nel 2000.

## Aree Natura 2000
Le località - definite Siti di Interesse Comunitario, e spesso indicate con l'acronimo SIC - sono state proposte sulla base del Decreto 25/3/2005 - pubblicato sulla Gazzetta Ufficiale della Repubblica Italiana n. 157 dell'8 luglio 2005 - predisposto dal Ministero dell'Ambiente e della Tutela del Territorio e del Mare ai sensi della direttiva 92/43/CEE

## Ambientalismo e manifestazioni
- Parchi in Festa - I colori e i sapori dell'Umbria: una delle manifestazioni più importanti e coinvolgenti, che riguardano i parchi umbri; organizzata dall'Assessorato all'Agricoltura della Regione Umbria, con il patrocinio del Ministero dell'Ambiente e del Touring Club Italiano, prevede nove weekend (tra maggio e luglio) con un percorso per ammirare le ricchezze naturali dei parchi e gustare la tradizione culinaria e le varietà dei prodotti tipici umbri.